# Пелчинский, Александр
Александр Пелчинский (пол. Aleksander Pełczyński; (2 июля 1932, Тарнополь — 20 декабря 2012, Вроцлав) — польский математик. Основные труды посвящены функциональному анализу.

## Карьера
Окончил Варшавский университет в 1955 году.
В 1958 году защитил докторскую диссертацию под руководством Станислава Мазура.
В 1983 году выступил с пленарным докладом на Международном конгрессе математиков.
Член-корреспондент Польской Академии наук с 1976 года, действительный член Польской Академии наук с 1989 года.
Иностранный член Академии наук ГДР с 1986 года.
Дочь — Катажина Пелчиньская-Наленч.

## Награды
- Медаль Стефана Банаха (1996)
- Командорский крест Ордена Возрождения Польши[4].

## Публикации
- Пелчинский А. Линейные продолжения, линейные усреднения и их применения. Москва: Изд-во «Мир», 1970. 144 с.
- Польские математические олимпиады / С. Страшевич, Е. Бровкин; предисл. А. Пелчинского, А. Шинцеля; пер. с пол. А. Данилова; под ред. В. М. Алексеева. — Москва : Мир, 1978. — 339 с. : ил. — (Задачи и олимпиады).

## Память
- В 2014 году проведена мемориальная конференция[5].